# Українське реєстрове козацтво
Українське Реєстрове Козацтво — всеукраїнська громадська організація, що була зареєстрована Міністерством юстиції України 8 липня 2002 р.
Цю організацію було створено за ініціативою Головного отамана «Спілки Козацтва Донеччини» (Донецька обласна громадська організація українського козацтва) Анатолія Шевченка УРК має свої осередки в 19 областях України, особистий склад яких сягає близько 7000 чоловік. Найчисельнішим є осередок на Донеччині (12 тисяч чоловік), який є по суті базисом УРК. Це обумовлено тим, що саме у цьому регіоні є найбільше прихильників Гетьмана УРК Анатолія Шевченка (ректор Донецького інституту проблем штучного інтелекту, у козацькому русі з 1999 р.). Одну з провідних ролей у заснуванні УРК відіграв Верховний отаман Азово-Чорноморського Козацького Війська Українського Козацтва (Міжобласна громадська організація, що діє у більш ніж 10 областях України) Віталій Каленяк (колишній отаман Кальміуської паланки, що став першим заступником Гетьмана УРК). Більшість осередків АЧКВ стала основою для становлення УРК.
Створення УРК обумовлено цілим рядом причин, серед яких визначальними є такі:
- активне залучення значної частини козацьких організацій до політичної боротьби під час виборів до Верховної Ради України навесні 2002 року (Анатолій Шевченко і Віталій Каленяк активно підтримали блок «За єдину Україну»);
- активізація регіональних інтересів у суспільно-політичному житті;
- загострення протистояння у проводі Українського Козацтва восени 2001 — взимку 2002 р. (наслідком чого стало виключення зі складу «Українського Козацтва» частини генеральної старшини: Головного Отамана Віталія Каленяка, Генерального Інспектора Анатолія Шевченка, Генерального Обозного В. К. Вакулка та інших).

Новостворена організація взяла курс на тісну співпрацю з державними структурами всіх рівнів, намагаючись отримати відповідне визнання і включення до їхніх програм, а у перспективі і одержавлення на зразок сучасних реєстрових козацтв Росії. Ідею служіння державі визначили як провідну ідею перспективного розвитку УРК.
Серед перших кроків УРК, слід відзначити проведення спільно з Донецькою обласною державною адміністрацією благодійної акції у вигляді збору та перевезення 17 тон різноманітної продукції для потреб ВМС України. Цю акцію було здійснено на честь 10-ї річниці ВМС України. Під час цього візиту започатковано співпрацю УРК з ВМС України.
Восени 2002 р. на базі Донецького інституту проблем штучного інтелекту сформовано I студентський полк УРК У цьому ж напрямку продовжено роботу в інших вишах України.
Здійснюється робота по створенню спільно із відповідними державними структурами музейно-розважального комплексу «Козацька Пристань» (започатковано ще у 2001 р.) на місці історичного козацького поселення під м. Слов’янськом на Донеччині. УРК проводить активну комерційну діяльність. На Раді Українського козацтва при Президентові України А. І. Шевченко заявив, що козаки мають самі заробляти гроші.
Курс на найтіснішу співпрацю з державними структурами дає підстави проводу УРК сподіватись на успішний розвиток власних структур, що сприятиме поступовому домінуванню цього утворення серед різноманітних козацьких об'єднань в Україні.
УРК працює в сув'язі зі створеною А. І. Шевченком «Партією духовності й патріотизму» . Під час виборів Президента України 2004 року УРК активно підтримувало прем'єр-міністра Януковича. У червні 2005 року А. І. Шевченко присягнув новому гетьману «об'єднаного козацтва» Віктору Ющенкові.

## Склад
- Адміністрація Гетьмана УРК у Закарпатській області (Федір Харута, 2350 козаків)
- Адміністрація Гетьмана УРК у Західному регіоні України (Володимир Кожан, 18249 козаків)
  - Ставропігійське козацтво ім. Гетьмана України Петра Сагайдачного, отаман, генерал-майор Кміт Ярослав Михайлович
- Адміністрація Гетьмана УРК у Автономній республіці Крим (Анатолій Франчук, 26130 козаків)
  - Крим — 8000 козаків, Анатолій Франчук
  - Севастополь — 2380 козаків, Василь Бондарнко
  - Чорноморський козацький округ — 6130 козаків, Ростислав Конопацький
- Адміністрація Гетьмана УРК у Південному регіоні України (Євгеній Капленко, 9200 козаків)
  - Одеська область — 3100 козаків, Анатолій Коломійцев
    - Одеса — 2450 козаків, Олександр Луценко

  - Миколаївська область — 3400 козаків, Юрій Плєшівцев
  - Херсонська область — 2735 козаків, Євгеній Капленко
- Адміністрація Гетьмана УРК у Північно-Західному регіоні України (Валерій Цимбалюк, 4845 козаків)
- Адміністрація Гетьмана УРК у Приазовському регіоні України (Володимир Муравйов, 9200 козаків)
  - Запорізька область — формується
    - Запоріжжя — формується
- Адміністрація Гетьмана УРК у Східному регіоні України (Микола Мазепа, 12960 козаків)
  - Харківська область — 2175 козаків, Віктор Посохов
    - Харків — 2140 козаків, Іван Закипний

  - Полтавська область — 2200 козаків, Віктор Писаренко
    - Полтава — формується

  - окрема Лубенська гетьманська дивізія імені С. Наливайка — формується, Сергій Лапко
  - Сумська область — формується
- Адміністрація Гетьмана УРК у Центральному регіоні України